# Gruppo di NGC 908
Il Gruppo di NGC 8908 comprende almeno otto galassie situate nella costellazione della Balena. La distanza media tra il centro di massa di questo gruppo e la nostra Via Lattea è di circa 66 milioni di anni luce (52,26 Mpc).

## Membri
Le galassie componenti il gruppo, indicate nell'articolo di Garcia del 1993, sono:
| Nome       | Classificazione | Tipo                           | RA (J2000.0)  | DEC (J2000.0) | Velocità radiale (km/s) | Magnitudine apparente | Distanza (Mpc) | Dimensioni (kal) |
| ---------- | --------------- | ------------------------------ | ------------- | ------------- | ----------------------- | --------------------- | -------------- | ---------------- |
| ESO 544-30 | SB(s)dm pec?    | Spirale barrata magellanica    | 02h 14m 57.3s | -20° 12′ 42″  | 1608 ± 1                | 11,91                 | 20,4 ± 1,5     | 41               |
| PGC 8666   | IAB(s)m         | Irregolare magellanica         | 02h 16m 02.5s | -20° 29′ 23″  | 1607 ± 22               | ?                     | 20,4 ± 1,5     | 35               |
| NGC 899    | IB(s)m          | Irregolare magellanica         | 02h 21m 53.1s | -20° 49′ 24″  | 1563 ± 8                | 12,5                  | 19,9 ± 1,4     | 49               |
| IC 223     | IB(s)m pec?     | Irregolare magellanica         | 02h 22m 01.1s | -20° 44′ 45″  | 1579 ± 1                | 13,4                  | 20,1 ± 1,4     | 39               |
| NGC 907    | SBdm            | Spirale barrata magellanica    | 02h 23m 01.9s | -20° 42′ 43″  | 1668 ± 3                | 12,6                  | 21,4 ± 1,5     | 49               |
| NGC 908    | SA(s)c          | Spirale                        | 02h 23m 04.6s | -21° 14′ 02″  | 1505 ± 3                | 10,2                  | 19,3 ± 1,4     | 119              |
| ESO 545-16 | SAB(s)m?        | Spirale intermedia magellanica | 02h 25m 59.6s | -21° 25′ 16″  | 1548 ± 8                | 13,71                 | 19,7 ± 1,4     | 57               |
| ESO 545-2  | SB(s)m          | Spirale barrata magellanica    | 02h 19m 15.3s | -18° 55′ 56″  | 1608 ± 2                | 12,97                 | 20,4 ± 1,5     | 50               |

Il sito DeepskyLog permette di trovare agevolmente le costellazioni in cui si trovano le galassie; in alternativa si possono utilizzare le coordinate delle galassie per individuarle. Se non altrimenti indicato, le coordinate sono quelle fornite dal sito NASA/IPAC (National Aeronautics and Space Administration / Infrared Processing and Analysis Center).